# Alenka Šelih
Alenka Šelih (prvotni priimek Rosina), slovenska pravnica, profesorica in akademičarka, * 2. oktober 1933, Maribor.

## Življenjepis
Rodila se je v zavedni slovenski družini Rosina, oče Igor Rosina, ded Franjo Rosina, brat Andrej Rosina.
Maturirala je leta 1952 na mariborski klasični gimnaziji. Po gimnaziji se je vpisala na Pravno fakuleteto v Ljubljani, kjer je diplomirala leta 1957 in nato leta 1963 tudi doktorirala. 
V letih 1958 in 1959 je najprej delala kot sodna pripravnica, nato pa kot sodnica na okrajnem sodišču. Od oktobra 1959 pa vse do leta 1973 je bila nato zaposlena na Inštitutu za kriminologijo pri Pravni fakulteti Univerze v Ljubljani.
Med letoma 1973 in 2001 je na Pravni fakulteti v Ljubljani predavala na dodiplomskem in podiplomskem študiju in bila nazadnje redna profesorica za kazensko pravo in kriminologijo. Med letoma 1985 in 1987 je bila tudi dekanica Pravne fakultete, med letoma 1987 in 1989 pa prorektorica Univerze v Ljubljani. Leta 1990 je kot Fullbrightov gostujoči profesor predavala na Pravni fakulteti Univerze Wisconsina-Madison, ZDA. Nato je bila med letoma 1993 in 2004 direktorica Inštituta za kriminologijo pri Pravni fakulteti v Ljubljani, nato pa je še do leta 2011 delala kot raziskovalka na tem inštitutu. Med letoma 1994 in 1998 je bila hkrati članica in predsednica Znanstvenega kriminološkega sveta pri Odboru za probleme kriminalitete Sveta Evrope. Decembra 2010 je bila izvoljena za predsednico Komisije za etična vprašanja Univerze v Ljubljani. 
Za izredno članico Slovenske akademije znanosti in umetnosti je bila Alenka Šelih izvoljena leta 1997, za redno pa leta 2003. Med letoma 2005 in 2008 je bila podpredsednica Akademije, nato pa članica predsedstva SAZU in od leta 2009 tudi članica izvršnega odbora. Predsednica Komisije za človekove pravice SAZU je bila 2003-19, zdaj je častna predsednica.
Leta 2011 je bila izvoljena za članico Academia Europaea.  Po upokojitvi je bila imenovana za zaslužno profesorico ljubljanske univerze.

## Nagrade in priznanja
- članica SAZU (izredna 1997, redna 2003)
- zaslužna profesorica Univerze v Ljubljani (2002)
- nagrada Zveze društev pravnikov za življenjsko delo (2006)
- nagrada za izstopajoče kvalitetno in strokovno delo na področju socialnega varstva Ministrstva za delo, družino in socialne zadeve (2006)
- zlati red za zasluge za znanstvenoraziskovalno delo (2008)
- častna meščanka Ljubljane (2012)
- Zoisova nagrada za življenjsko delo (2019)

## V medijih
- Majda Vukelić: Pogovor z dr. Alenko Šelih. Znala sem obdržati distanco do oblasti. Delo, 26. januar 1998.
- Tina Nika Snoj: Zasl. prof. Alenka šelih o krizi. Da, lahko smo optimistični. Jana, 3. januar 2012.
- Ksenija Horvat: Intervju. Dr. Alenka Šelih. TV Slovenija, 8. marec 2015.
- Melita Forstnerič Hajnšek: Alenka Šelih, akademikinja. Manj negativne energije, manj prepirljivosti želim. Večer, 31. december 2016.
- Saša Vidmajer: Akademikinja Alenka Šelih. Nemci niso dovolili predaje Puigdemonta. To je velik udarec za špansko pravosodje. Delo, 21. april 2018.
- Mojca Vizjak Pavšič: Akademikinja dr. Alenka Šelih. Pogled na žrtev je danes povsem drugačen. Delo, 12. december 2019.